# Championnat du Kenya de football 2022-2023
Navigation
Saison précédente Saison suivante
La saison 2022-2023 du Championnat du Kenya de football est la cinquante-neuvième édition de la première division au Kenya, organisée sous forme de poule unique, la Premier League, où toutes les équipes se rencontrent deux fois au cours de la saison. En fin de saison, les deux derniers du classement sont relégués et remplacés par les deux meilleurs clubs de National Super League, la deuxième division kényane.
Le club de Tusker FC est le tenant du titre.

## Déroulement de la saison
Après la saison 2021-2022 chaotique, la fédération annule et déclare non valide la saison précédente, les relégations et promotions sont annulées. Ce sont donc les mêmes équipes qui prennent part à l'édition 2022-2023, qui devait commencer fin août puis reporté à mi-septembre, mais toujours à la suite de problèmes organisationnels la saison débute finalement le 19 novembre 2022.
À la reprise du championnat, une nouvelle confusion apparaît à la suite des protestations des clubs de deuxième division qui devaient être promus, Mathare United et Vihiga Bullets, les deux clubs qui devaient être reléguer, ne participent pas aux cinq premières journées.
Wazito FC, qui avait obtenu son maintien en première division après un match de barrage, avait déclaré ensuite ne pas vouloir participer à la nouvelle saison à cause de la situation dans la gestion du football kenyan, le club ne participe pas non plus aux premières journées du championnat.
Après la cinquième journée, les clubs de Wazito, Vihiga et Mathare Utd sont intégrés dans le championnat.

## Les clubs participants
- AFC Leopards
- Sofapaka FC
- Ulinzi Stars FC
- Tusker FC
- Nzoia United FC
- Gor Mahia
- Nairobi City Stars
- Kakamega Homeboyz
- Mathare United
- Bandari FC
- Posta Rangers FC
- Bidco
- Kenya Commercial Bank
- Kariobangi Sharks
- Wazito FC
- FC Talanta
- Vihiga Bullets
- Kenya Police

## Compétition
Le barème de points servant à établir le classement se décompose ainsi :
- Victoire : 3 points
- Match nul : 1 point
- Défaite : 0 point

### Classement
| Rang | Équipe                | Pts  | J  | G  | N  | P  | Bp | Bc | Diff |
| ---- | --------------------- | ---- | -- | -- | -- | -- | -- | -- | ---- |
| 1    | Gor Mahia             | 70   | 34 | 20 | 10 | 4  | 53 | 22 | +31  |
| 2    | Tusker FC T           | 69   | 34 | 20 | 9  | 5  | 45 | 23 | +22  |
| 3    | Kenya Police          | 64   | 34 | 18 | 10 | 6  | 57 | 22 | +35  |
| 4    | Nzoia United FC       | 64   | 34 | 18 | 10 | 6  | 43 | 22 | +21  |
| 5    | Kenya Commercial Bank | 64   | 34 | 18 | 10 | 6  | 37 | 19 | +18  |
| 6    | Bandari FC            | 60   | 34 | 18 | 6  | 10 | 44 | 27 | +17  |
| 7    | Kakamega Homeboyz C   | 49   | 34 | 13 | 10 | 11 | 35 | 27 | +8   |
| 8    | Ulinzi Stars          | 49   | 34 | 12 | 13 | 9  | 35 | 34 | +1   |
| 9    | AFC Leopards          | 48-3 | 34 | 12 | 13 | 9  | 35 | 34 | +1   |
| 10   | Sofapaka FC           | 42   | 34 | 10 | 12 | 12 | 32 | 37 | -5   |
| 11   | Kariobangi Sharks     | 41   | 34 | 10 | 11 | 13 | 46 | 46 | 0    |
| 12   | Posta Rangers FC      | 40   | 34 | 10 | 10 | 14 | 33 | 41 | -8   |
| 13   | Bidco                 | 36   | 34 | 9  | 9  | 16 | 37 | 36 | +1   |
| 14   | FC Talanta            | 36   | 34 | 8  | 12 | 14 | 35 | 50 | -15  |
| 15   | Nairobi City Stars    | 34   | 34 | 8  | 10 | 16 | 37 | 49 | -12  |
| 16   | Wazito FC             | 29   | 34 | 7  | 8  | 19 | 22 | 50 | -28  |
| 17   | Mathare United        | 26   | 34 | 8  | 2  | 24 | 26 | 62 | -36  |
| 18   | Vihiga Bullets        | 12   | 34 | 3  | 3  | 28 | 27 | 84 | -57  |

|  | Qualification pour la Ligue des champions de la CAF 2023-2024                             |
|  | Qualification pour la Coupe de la confédération 2023-2024                                 |
|  | Relégation en National Super League                                                       |
|  | Qualifié pour les barrages de relégation                                                  |
|  | T : Tenant du titre C : Vainqueur de la Coupe du Kenya P : Promu de National Super League |

## Bilan de la saison
| Championnat du Kenya de football 2022-2023 |                       |
| Champion                                   | Gor Mahia (20e titre) |
| Coupes et trophées                         |                       |
| Vainqueur de la Coupe du Kenya 2022-2023   | Kakamega Homeboyz     |
| Qualifications continentales               |                       |
| Ligue des champions de la CAF 2023-2024    | Gor Mahia             |
| Coupe de la confédération 2023-2024        | Kakamega Homeboyz     |
| Promotions et relégations                  |                       |
| Promus en Premier League                   |                       |
| Relégués en National Super League          | Mathare United        |
| Relégués en National Super League          | Vihiga Bullets        |